# Life Itself
Life Itself es una película estadounidense de drama escrita y dirigida por Dan Fogelman. Está protagonizada por Oscar Isaac, Olivia Wilde, Mandy Patinkin, Olivia Cooke, Laia Costa, Annette Bening y Antonio Banderas, y sigue a múltiples parejas a través de numerosas generaciones, y como todos están conectados por un evento en particular.
La película tuvo su premier mundial en el Festival Internacional de Cine de Toronto el 8 de septiembre de 2018, y fue estrenada en Estados Unidos el 21 de septiembre de 2018, por Amazon Studios.

## Sinopsis
Una historia de amor ambientada en las calles de Nueva York y España que se extiende a lo largo de varias generaciones, con diferentes personajes cuyas vidas se entrecruzan.

## Reparto
- Oscar Isaac como Will Dempsey.
- Olivia Wilde como Abby Dempsey, esposa de Will.
  - Caitlin Carmichael como Abby de 11–13 años.
  - Jordana Rose como Abby de 5–7 años.
- Mandy Patinkin como Irwin Dempsey, padre de Will.
- Olivia Cooke como Dylan Dempsey, hija de Will y Abby.
  - Kya Kruse como Dylan Niña.
  - Alisa Sushkova como Dylan Bebé.
- Laia Costa como Isabel González.
- Annette Bening como Dr. Cait Morris
- Antonio Banderas como Vincent Saccione.
- Àlex Monner como Rodrigo González, hijo de Javier e Isabel.
  - Yeray Alba Leon como Rodrigo de 14 años.
  - Pablo Lagüens Abad como Rodrigo de 13 años.
  - Javier Verdugo Luque como Rodrigo de 10 años.
  - Adrian Marrero como Rodrigo de 7–10 años.
- Jean Smart como Linda Dempsey, madre de Will.
- Sergio Peris-Mencheta como Javier González.
- Lorenza Izzo como Elena Dempsey-González, hija de Rodrigo y Dylan.
- Samuel L. Jackson como Él mismo.

## Producción
En agosto de 2016, FilmNation Entertainment adquirió el guion del film escrito por Dan Fogelman, quien también dirige la  película; FilmNation compró el guion luego de que apareció en la Lista Negra. Marty Bowen y Wyck Godfrey sirven como productores de la cinta a través de Temple Hill Entertainment. En noviembre de 2016, Oscar Isaac se unió a la película. En enero de 2017, Olivia Cooke, Antonio Banderas, Samuel L. Jackson, Olivia Wilde y Laia Costa se incorporaron al reparto. En marzo de 2017, Annette Bening se integró al reparto junto a Mandy Patinkin y Alex Monner.
La fotografía principal comenzó el 13 de marzo de 2017 en Nueva York y continuó en España en mayo.

## Estreno
En diciembre de 2017, se llevó a cabo una guerra por los derechos de distribución de la película, entre Amazon Studios, Universal Pictures y Paramount Pictures, concluyó con Amazon Studios ganando los derechos con un bonus de $10 millones. Tuvo su premier en el Festival Internacional de Cine de Toronto el 8 de septiembre de 2018, y estrenada en cines el 21 de septiembre de 2018 en Estados Unidos y el 4 de enero de 2019 en el Reino Unido.

## Recepción
Life Itself ha recibido reseñas negativas de parte de la crítica y mixtas de la audiencia. En el portal de internet Rotten Tomatoes, la película posee una aprobación de 13%, basada en 101 reseñas, con una calificación de 3.6/10, mientras que de parte de la audiencia tiene una aprobación de 87%, basada en 580 votos, con una calificación de 4.0/5.
Metacritic le ha dado a la película una puntuación de 21 de 100, basada en 36 reseñas, indicando "reseñas generalmente desfavorables". Las audiencias encuestadas por CinemaScore le han dado una "B+" en una escala de A+ a F, mientras que en el sitio IMDb los usuarios le han dado una calificación de 5.8/10, sobre la base de 1431 votos.